# Giuseppe Zongo Ondedei

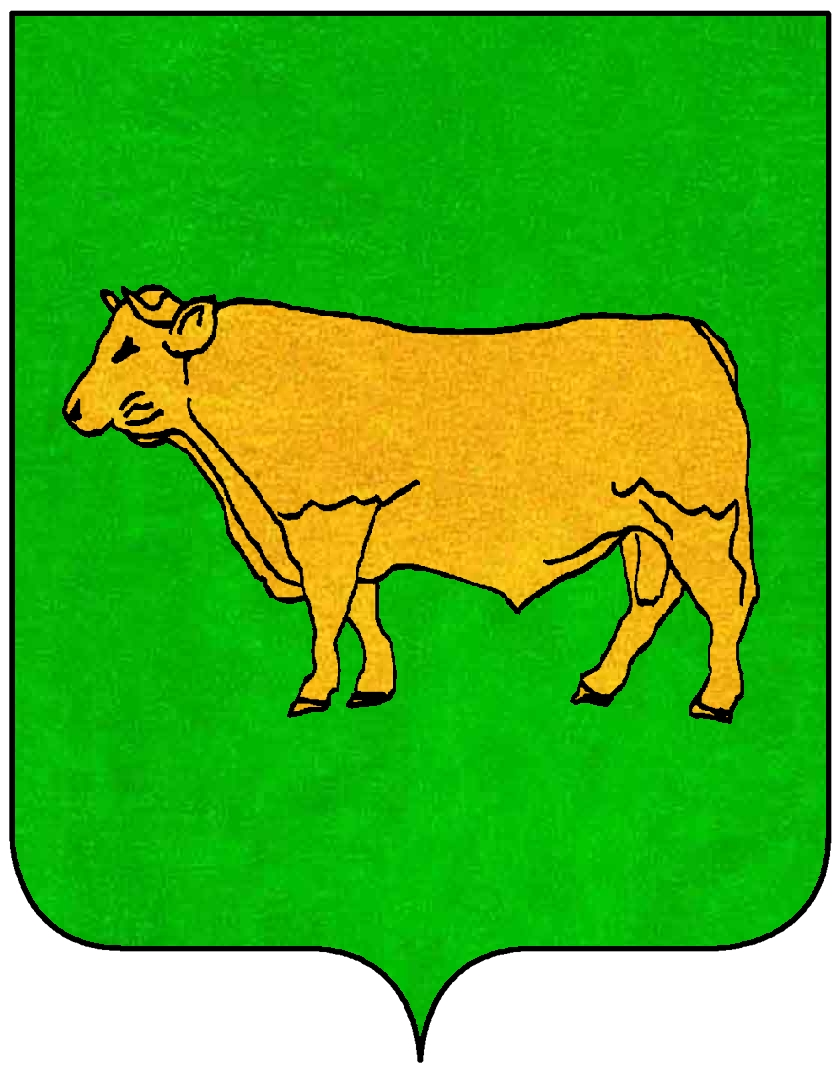
Stemma Ondedei

Giuseppe Zongo Ondedei (Pesaro, maggio 1608 – Fréjus, 24 luglio 1674) è stato un vescovo cattolico italiano.

## Biografia
Giuseppe Zongo Ondedei nacque nel 1608 in una nobile famiglia pesarese. Studiò giurisprudenza all'Università di Bologna, dove conseguì il titolo di dottore. Dopo essere stato investito di diversi incarichi alla corte di Roma e all'estero, dove divenne successivamente uditore della Legazione Apostolica in Portogallo, uditore della Rota Romana ad Avignone e assistente del cardinale Marzio Ginetti, legato pontificio in Germania. Arrivò a Parigi nel 1646 e diventò maestro di camera e segretario poi amico, confidente e ausiliare di Giulio Mazzarino durante la Fronda. Uomo esperto di intrighi, si impegnò per ottenere informazioni e raccogliere voci dalla corte e dal Parlamento.
Come ricompensa per i suoi servizi, divenne abate commendatario dell'abbazia di Blanchelande il 1º gennaio 1649. Eminenza grigia del cardinale Mazzarino, servì da collegamento tra lui e la regina Anna d'Austria e portò la loro corrispondenza, cosa che gli cagionò la cattura e l'imprigionamento da parte del principe di Condé nel gennaio 1651; dovette dimettersi dalla sua abbazia nell'agosto del stesso anno. Giuseppe Zongo Ondedei partecipò all'Assemblea del clero del 1656 e venne posto sulla cattedra episcopale di Fréjus nel 1658 su raccomandazione di Mazzarino e venne consacrato da Ferdinand de Neufville de Villeroy, vescovo di Chartres.
Venne designato in gennaio 1661 per la diocesi di Évreux, ma il trasferimento non divenne effettivo. Quando il cardinale morì, tornò nella sua diocesi di Fréjus, che non lasciò mai. L'intrigante prelato di corte diventò vescovo esemplare. Lasciò in eredità le sue proprietà in Francia alla sua chiesa, agli ospedali e ai poveri prima di morire nel 1674. Venne sepolto nella tomba che aveva preparato nella sua cattedrale.

## Genealogia episcopale
La genealogia episcopale è:
- Vescovo Achille de Harlay de Sancy
- Vescovo Ferdinand de Neufville de Villeroy
- Vescovo Giuseppe Zongo Ondedei